# Mars Hill (Maine)
Mars Hill és una població dels Estats Units a l'estat de Maine (EUA). Segons el cens del 2000 tenia 1.480 habitants.

## Demografia
Segons el cens del 2000, Mars Hill tenia 1.480 habitants, 614 habitatges, i 413 famílies. La densitat de població era de 16,3 habitants/km².
Dels 614 habitatges en un 26,9% hi vivien nens de menys de 18 anys, en un 55% hi vivien parelles casades, en un 8,1% dones solteres, i en un 32,6% no eren unitats familiars. En el 30% dels habitatges hi vivien persones soles el 18,1% de les quals corresponia a persones de 65 anys o més que vivien soles. El nombre mitjà de persones vivint en cada habitatge era de 2,35 i el nombre mitjà de persones que vivien en cada família era de 2,87.
Per edats la població es repartia de la següent manera: un 23% tenia menys de 18 anys, un 7,9% entre 18 i 24, un 25,1% entre 25 i 44, un 20,7% de 45 a 60 i un 23,4% 65 anys o més.
L'edat mediana era de 41 anys. Per cada 100 dones de 18 o més anys hi havia 84,2 homes.
La renda mediana per habitatge era de 24.083 $ i la renda mediana per família de 33.333 $. Els homes tenien una renda mediana de 27.054 $ mentre que les dones 19.500 $. La renda per capita de la població era de 13.630 $. Entorn del 13,4% de les famílies i el 16,6% de la població estaven per davall del llindar de pobresa.